# Mistrzostwa Świata Strongman 1980
Mistrzostwa Świata Strongman 1980 – doroczne indywidualne zawody siłaczy.
WYNIKI ZAWODÓW:

Data: 1980 r.

Miejsce: Playboy Resort (stan New Jersey)  Stany Zjednoczone
| Miejsce | Zawodnik           | Kraj              | Punkty         |
| ------- | ------------------ | ----------------- | -------------- |
| 1.      | Bill Kazmaier      | Stany Zjednoczone | 102,5          |
| 2.      | Lars Hedlund       | Szwecja           | 79             |
| 3.      | Geoff Capes        | Anglia            | 59,5           |
| 4.      | Bishop Dolegiewicz | Kanada            | 56             |
| 5.      | Jerry Hannan       | Stany Zjednoczone |                |
| 6.      | Larry Kidney       | Stany Zjednoczone |                |
| 7.      | Bill Graham        | Stany Zjednoczone |                |
| 8.      | Gerard du Prie     | Holandia          |                |
| 9.      | Cleve Dean         | Stany Zjednoczone |                |
| 10.     | Don Reinhoudt      | Stany Zjednoczone | (kontuzjowany) |